# Robert T. Jones

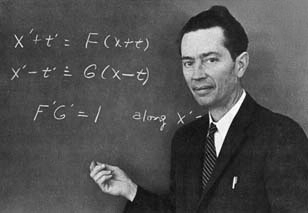
Robert T. Jones

Robert Thomas Jones (* 28. Mai 1910 in Macon, Missouri; † 11. August 1999) war ein US-amerikanischer Flugzeugingenieur bei der NASA und deren Vorläufer, dem National Advisory Committee for Aeronautics (NACA). Er wurde insbesondere durch seine Arbeiten auf dem Gebiet der Aerodynamik bekannt.

## Leben
Jones studierte kurz an der University of Missouri, brach das Studium jedoch ab und schloss sich einer Flugshowtruppe an, wobei er sich nebenbei mit Hilfe von NACA-Berichten weiterbildete. 1929 entwickelte er ein Rennflugzeug (Nicholas-Beazley Pobjoy Special). In der Zeit der Großen Depression hatte er einen Job als Fahrstuhlführer in Washington, D.C., bildete sich aber nebenher weiter und knüpfte Kontakte zu dem Aerodynamiker Max Munk, dessen Abendkurse an der Catholic University er besuchte. 1934 gelang es ihm, im Rahmen der Arbeitsbeschaffungsprogramme des New Deals eine temporäre Stellung am Langley Research Center der NACA in Hampton zu erhalten. 1936 wurde er dort (obwohl er keinen formalen Universitätsabschluss hatte) zum Ingenieur befördert. Er blieb mit einer Unterbrechung zeit seines Berufslebens bei der NACA und deren Nachfolger NASA und war später an deren Ames Research Center tätig.
Von 1963 bis 1970 unterbrach Jones seine aerodynamische Ingenieurstätigkeit und beschäftigte sich stattdessen mit medizinischen Innovationen im Zusammenhang mit der Hydrodynamik des Blutkreislaufs, und zwar am Avco Everett Research Laboratory in Massachusetts mit der Hydrodynamik des Blutkreislaufs. Zu den Forschungszielen gehörte unter anderem die Entwicklung eines künstlichen Herzens.
1981 ging Jones in den Ruhestand, lehrte aber noch bis 1987 an der Stanford University.

## Wissenschaftliche Tätigkeit
In den 1930er Jahren befasste sich Jones überwiegend theoretisch mit der Stabilität und Kontrolle von Flugzeugen. Seine Erkenntnisse flossen in die Konstruktion des leichten Sport- und Schulflugzeuges Ercoupe (1940) ein, ein Projekt seines Chefs Fred Weick. Ab den 1940er Jahren befasste er sich vor allem mit Hochgeschwindigkeits-Aerodynamik. Er wurde beauftragt, eine theoretische Analyse einer damals in Entwicklung befindlichen geflügelten Gleitbombe zu erstellen. Ähnlich wie Ludwig Prandtl mit seiner Traglinientheorie analysierte er die Luftströmung anhand von linearen Differentialgleichungen für die Strömung inkompressibler Flüssigkeiten, ging dann aber ab 1945 auch zu nichtlinearen Differentialgleichungen über, wie sie bei kompressiblen Flüssigkeiten vorkommen, die dem höheren Machzahlbereich entsprechen. Indem er die dabei erlangten Erkenntnisse weiterverfolgte, kam er zu dem Schluss, dass im Hochgeschwindigkeitsbereich der dünne gepfeilte Flügel erhebliche Vorteile hinsichtlich des Strömungswiderstands aufweist. Zunächst stießen seine Vorstellungen auf große Skepsis unter den amerikanischen Fachleuten. Jedoch begann man mit Windkanalversuchen in dieser Richtung.
Nach Kriegsende wurde allerdings bekannt, dass das Konzept der Flügelpfeilung für Hochgeschwindigkeitsflugzeuge in Deutschland längst allgemein anerkannt war und dort bereits umfangreiche Forschungsarbeiten dazu existierten. Ausgangspunkt war ein Vortrag des Ingenieurs Adolf Busemann 1935 beim Volta-Kongress in Rom gewesen, bei dem er das Konzept ausführlich vorgestellt hatte, ohne dass die anwesenden amerikanischen Aerodynamiker ernsthaft davon Notiz genommen hatten.
Mit den inzwischen verfügbaren deutschen Erkenntnissen im Bewusstsein änderten die verantwortlichen amerikanischen Aerodynamiker ihre ablehnende Haltung gegenüber Jones, insbesondere nachdem seine Vorstellungen im Windkanal Bestätigung gefunden hatten. Es darf als Jones’ Verdienst gelten, dass er – wenngleich erst zehn Jahre nach Busemann – unabhängig von ihm (und als erster Nicht-Deutscher) ebenfalls die Vorteile des gepfeilten Flügels beim Hochgeschwindigkeitsflug erkannte.
In der Folgezeit beschäftigte sich Jones vornehmlich mit der Weiterentwicklung des Pfeilflügelkonzepts, leistete jedoch auch wertvolle mathematische Beiträge zur Theorie der Flügelvorderkanten und auch zur Frenzlschen Flächenregel.
In der zweiten Hälfte der 1950er Jahre wandte sich sein Interesse dem Schiebeflügel-Konzept zu (”oblique wing“), freilich zunächst nur auf theoretischer Basis; später jedoch setzte er sich nachdrücklich für dessen Realisierung ein. Auch dieses Konzept war bereits während des Krieges in Deutschland entwickelt worden, wobei offenbleibt, inwieweit Jones davon Kenntnis bekam. 1979 wurde ein darauf basierender Prototyp, die NASA AD-1, gebaut, der erfolgreiche Testflüge absolvierte. Trotz weiterer daran anschließender Forschungen blieb das Projekt allerdings in der Konzeptphase stehen. Gleiches gilt für einen noch radikaleren Entwurf Jones’, der in den späten 1980er Jahren von Ilan Kroo und seinen Doktoranden an der Stanford University aufgegriffen wurde; es handelte sich dabei um einen „schräg“ fliegenden Nurflügler, der 440 Passagiere bei Mach 1,6 transportieren sollte.
Neben seinen Beiträgen zur Aerodynamik publizierte der Generalist Jones auch über relativistische Kinematik und Spiegelteleskope; in den 1950er Jahren entwarf und baute er ein eigenes Teleskop, das er in einer eigenen Firma vertrieb. Er fertigte auch selbst Violinen, nachdem seine Tochter Violinistin geworden war. Noch Mitte der 1980er Jahre erwarb er die Pilotenlizenz und flog in eigenen Maschinen (z. B. einer Ercoupe, deren Design er selbst mitgestaltet hatte).

## Auszeichnungen
1986 erhielt Jones den Hydrodynamik-Preis der American Physical Society, war Fellow und später Ehren-Fellow des American Institute of Aeronautics and Astronautics (AIAA), erhielt 1978 den Ludwig-Prandtl-Ring, 1981 die Langley Goldmedaille der Smithsonian Institution, 1946 den Sylvanus Albert Reed Award des Institute of the Aeronautical Sciences und schließlich 1990 den Preis in Luftfahrttechnik der National Academy of Sciences. Er war Mitglied der National Academy of Engineering, der American Academy of Arts and Sciences (jeweils 1973) und der National Academy of Sciences (1981). 1971 wurde er Ehrendoktor der University of Colorado.

## Schriften
- Aerodynamic Design for Supersonic Speed, in: Proc. International Congress Aeronautical Sciences, Band 1, Band 1, Pergamon Press, 1959, S. 34–51
- mit Doris Cohen: Aerodynamics of wings at high speeds, in A. F. Donovan, H. R. Lawrence Aerodynamic components of aircraft at high speed, Princeton University Press 1957, S. 3–243
- Wing theory, Princeton University Press 1990
- Recollections from an earlier period in american aeronautics, Annual Review of Fluid Mechanics, Band 9, 1979, S. 1–11
- Collected works of Robert T. Jones, NASA 1976